# سیارک ۱۴۵۹۴
سیارک ۱۴۵۹۴ (به انگلیسی: 14594 Jindrasilhan، نامگذاری:1998SS26) چهارده هزار و پانصد و نود و چهارمین سیارک کشف شده‌است که در ۲۴ سپتامبر ۱۹۹۸ کشف شد.
قدر مطلق سیارک برابر ۱۳٫۷۰ است.